# Raven Alexis
Raven Alexis, née le 28 janvier 1987 à Spokane (État de Washington) et morte le 23 mars 2022 à Las Vegas (Nevada), est une actrice américaine de films pornographiques.

## Biographie
Isabella Wright meurt le 23 mars 2022 vers 1 heure du matin à l'hôpital de Las Vegas (Nevada) des suites de complications liées à la maladie de Crohn, dont elle était atteinte.

## Filmographie sélective

### Films érotiques
- 2010 : Fly Girls : l'agent de sécurité
- 2011 : Top Guns : Vegas
- 2011 : Childrens Hospital (série télévisée) : l'inifirmière
- 2013 : Sexy Wives Sinsations (téléfilm) : Rosalyn
- 2013 : Pleasure Spa (téléfilm) : Kami
- 2009-2014 : Superbound (série télévisée)

### Films porno
- 2008 : Bondage Torments 14
- 2008 :

Orgasm Bar 1
- 2009 : Raven Alexis: Desires
- 2009 : Lesbian Triangles 15
- 2009 : Lesbian Seductions: Older/Younger 26
- 2010 : Nymphomaniac
- 2010 : Body Heat
- 2010 : Asslicious 2
- 2011 : Sweet Tits
- 2011 : Orgy : The XXX championship
- 2011 : My Roomate's a Lesbian
- 2012 : Raven Alexis Unleashed
- 2012 : Glamour Solos
- 2012 : Bad Girls 8
- 2014 : Three's Cumpany
- 2015 : Just Say No to Cock

### Distinctions
Récompenses
- 2010 : NightMoves Award - Best New Starlet, Fan's choice
- 2011 : AVN Award - Best All-Girl Group Sex Scene - Body Heat
- 2011 : AVN Award - Wildest Sex Scene - "Body Heat
- 2012 : XBIZ Award - Supporting Acting Performance of the Year - Top Guns

Nominations
- 2010 : AVN Award - Best New Starlet
- 2011 : XBIZ Award - New Starlet of the Year
- 2011 : AVN Award - Best New starlet
- 2011 : AVN Award - Best Tease Performance - Asslicious 2
- 2011 : AVN Award - Best Three-Way Sex Scene (G/G/B) - Fly Girls
- 2012 : AVN Award - Best Group Sex Scene - Orgy: The XXX Championship